# St. Katharina (Gläserzell)

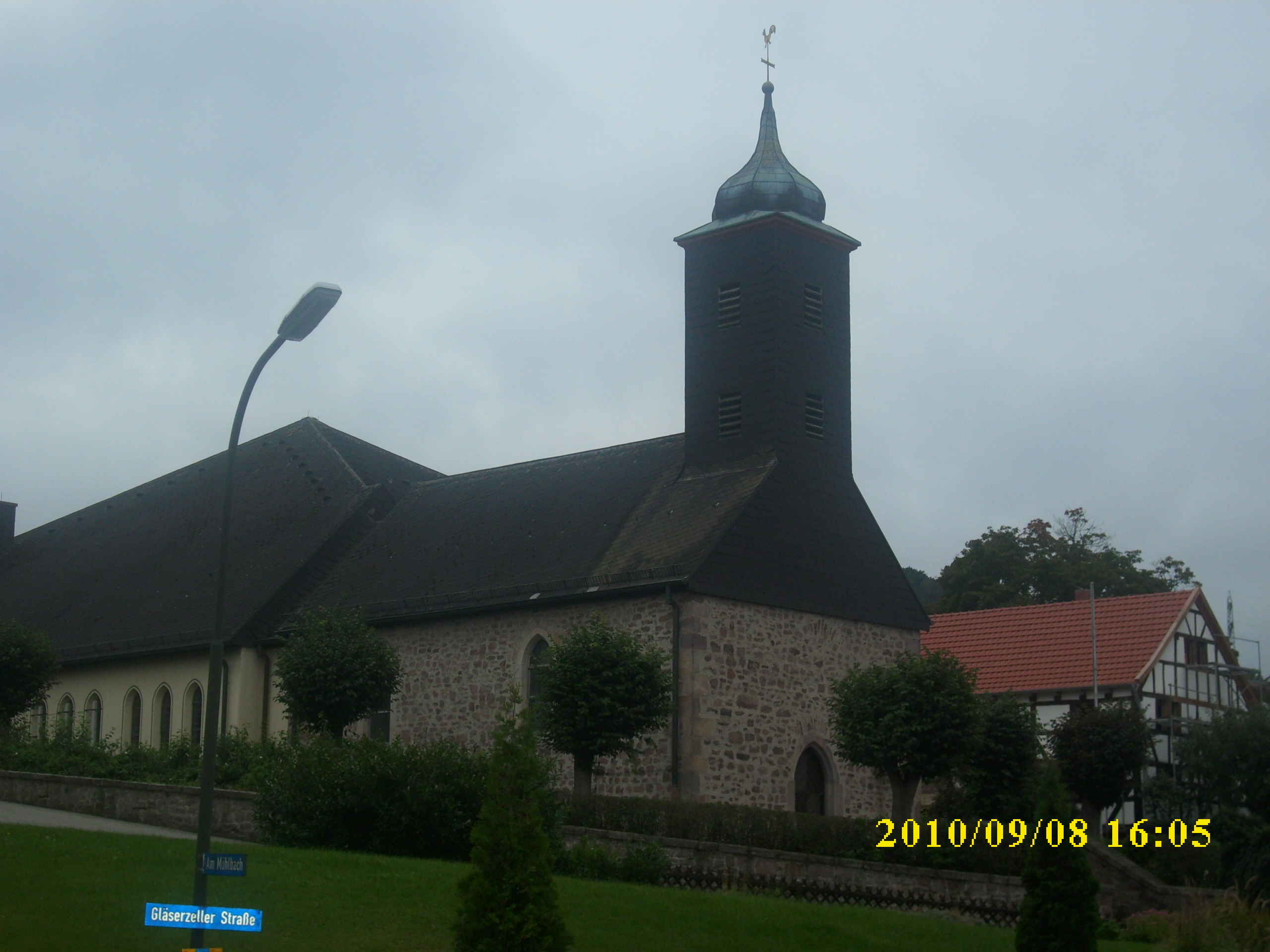
St. Katharina

Die römisch-katholische, denkmalgeschützte Kirche St. Katharina steht in Gläserzell, einem Ortsteil der Stadt Fulda im Landkreis Fulda (Hessen). Sie ist die Pfarrkirche der Pfarrei St. Rochus und gehört zum Dekanat Fulda im Bistum Fulda.

## Beschreibung
Die Saalkirche aus Bruchsteinen wurde um 1500 erbaut. Der hohe quadratische Dachturm im Westen stammt aus dem 18. Jahrhundert. Außer einer spätgotischen Statue der Katharina ist die Kirchenausstattung neugotisch.